# Valsbaai

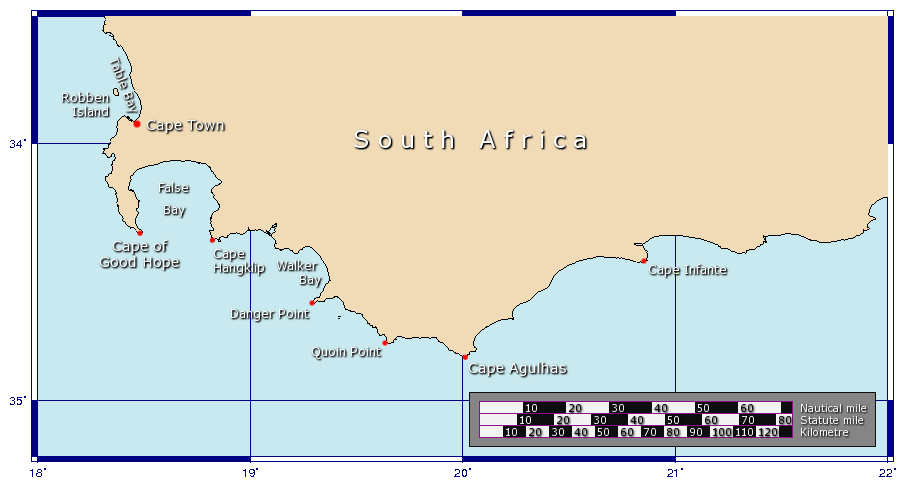
de locatie van de Valsbaai

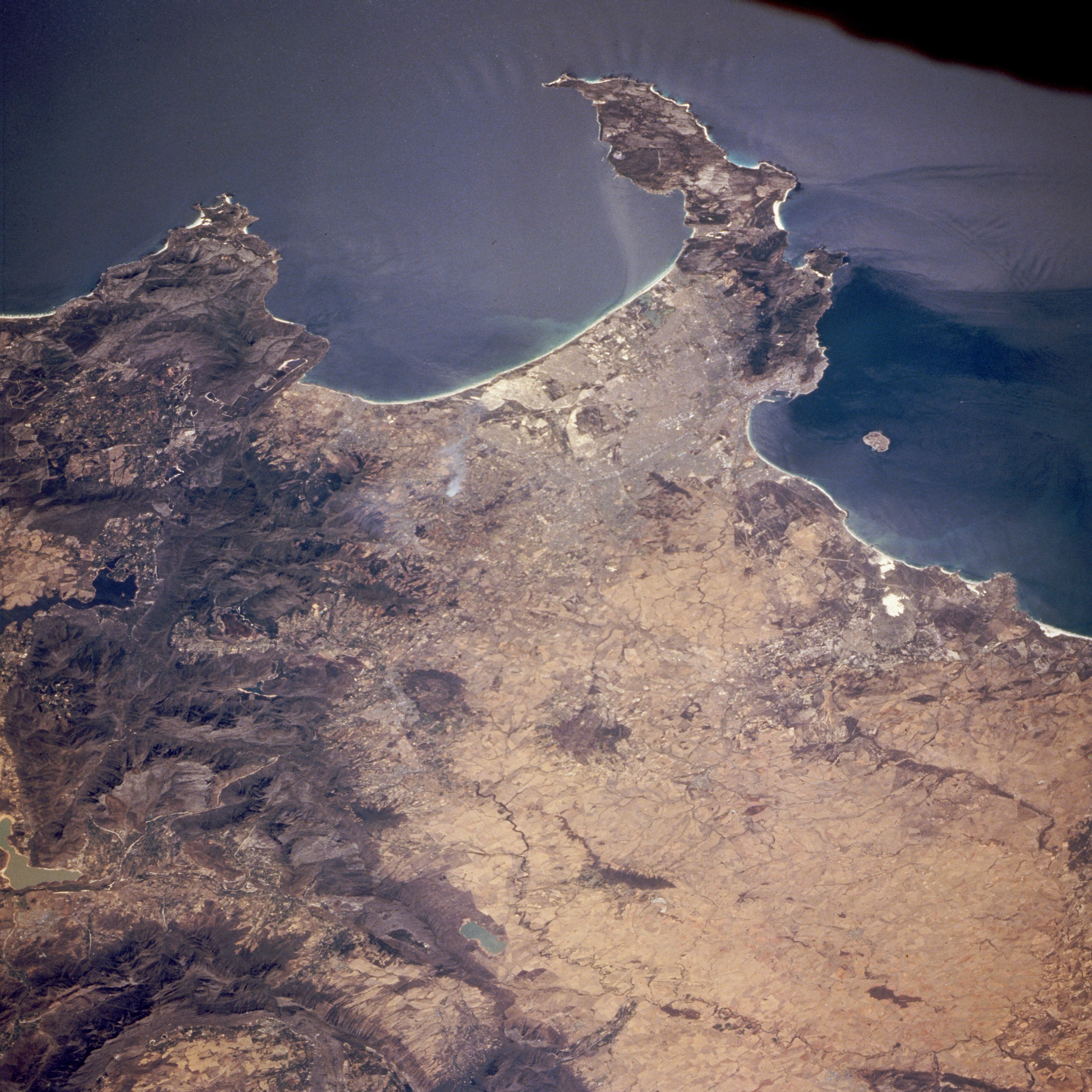
Satellietfoto van de baai (linksboven), tussen Kaap Hangklip (links) en Kaap de Goede Hoop (rechts). Het zuidwesten is op deze afbeelding bovenaan.

Valsbaai (Engels: False Bay, Afrikaans: Valsbaai) is een baai met een lengte van zo'n 48 kilometer in de buurt van Kaapstad,
met het Kaapse Schiereiland aan de westelijke kant en de Hottentots Hollandbergen aan de oostkant.
Onder de eerste Portugese zeevaarders heeft de Valsbaai als Golfo Dentro das Sierras of Baai tussen de bergen bekendgestaan. Vele schepen die terugkeerden uit het Verre Oosten, zagen Kaap Hangklip aan de oostelijke kant van de baai aan als Kaap de Goede Hoop en voeren dus de 'valse baai' binnen. Daardoor krijgt Kaap Hangklip vaak de Portugese naam Cabo Falso ('Valse Kaap').
Dankzij de Agulhasstroom die daar stroomt, heeft het water in de baai een gematigde temperatuur. Vele schilderachtige vissersdorpjes en vakantieoorden zijn in de loop der jaren langsheen de kust van Valsbaai ontstaan. Bekende voorbeelden zijn Vishoek, Muizenberg, Strand en Gordonsbaai.
In de baai ligt Seal Island, ondanks de naam niet te verwarren met het grotere en bekendere Robbeneiland, dat noordelijker ligt, aan de andere kant van het Kaapse Schiereiland.